# Municipio de Strawberry (condado de Sharp)
El municipio de Strawberry (en inglés: Strawberry Township) es un municipio ubicado en el condado de Sharp en el estado estadounidense de Arkansas. En el año 2010 tenía una población de 184 habitantes y una densidad poblacional de 3,73 personas por km².

## Geografía
El municipio de Strawberry se encuentra ubicado en las coordenadas 36°4′51″N 91°24′12″O / 36.08083, -91.40333. Según la Oficina del Censo de los Estados Unidos, el municipio tiene una superficie total de 49.27 km², de la cual 49,22 km² corresponden a tierra firme y (0,11 %) 0,05 km² es agua.

## Demografía
Según el censo de 2010, había 184 personas residiendo en el municipio de Strawberry. La densidad de población era de 3,73 hab./km². De los 184 habitantes, el municipio de Strawberry estaba compuesto por el 97,28 % blancos, el 1,09 % eran amerindios y el 1,63 % eran de una mezcla de razas. Del total de la población el 1,63 % eran hispanos o latinos de cualquier raza.